# Perga

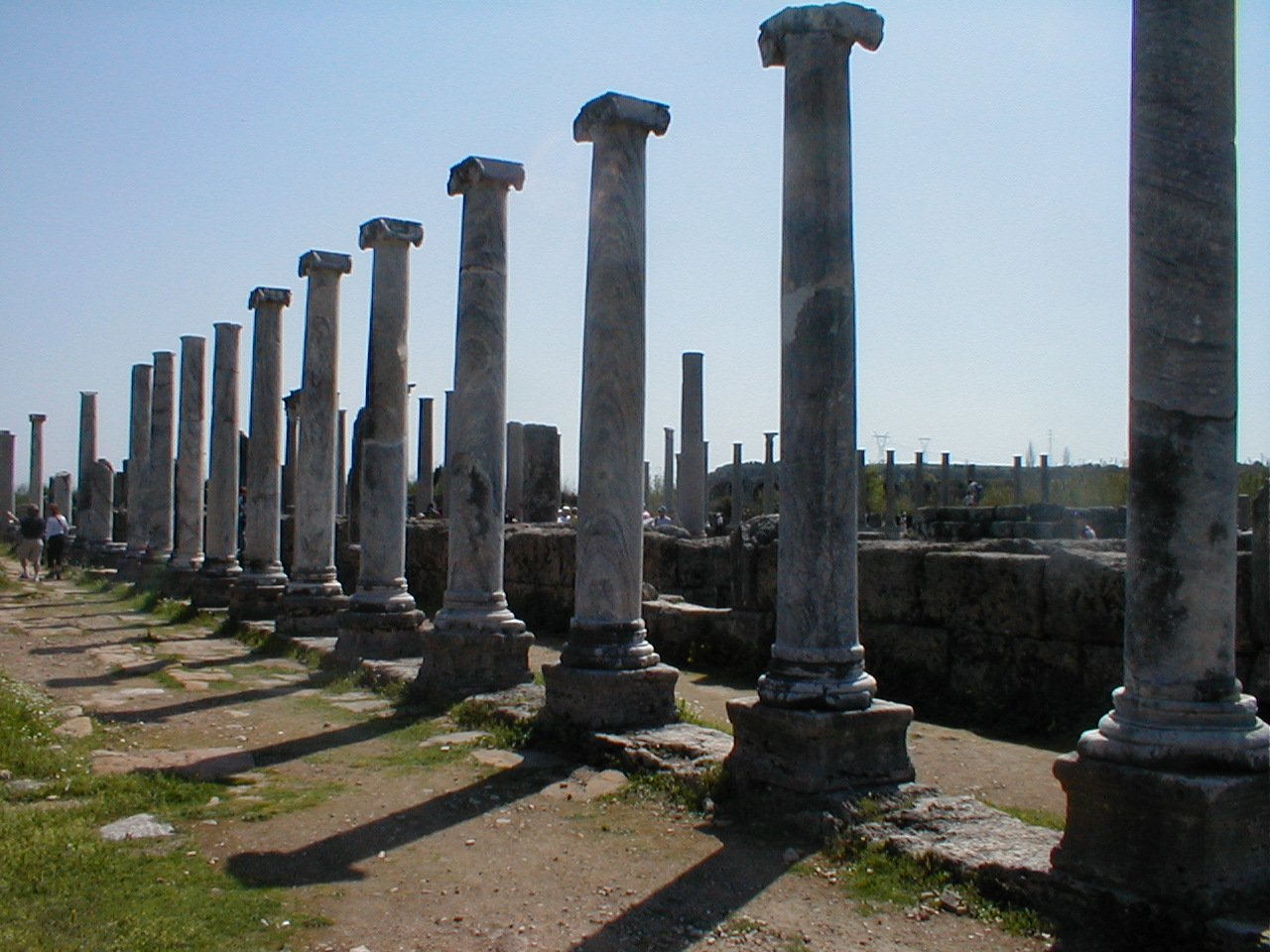
Ruinele de la Perga

Perga a fost capitala regiunii Pamphylia, care astăzi face parte din provincia Antalya, aflată pe coasta de sud-vest a Marii Mediteraneene. Astăzi este un mare site arheologic de 15 km plin cu ruine antice de-a lungul Antalyei.
1. ↑   https://antiksikkelernumizmatik.com/konu/perge-antik-kenti-sikkeleri.372/ Lipsește sau este vid: |title= (ajutor)
2. ↑  An Inventory of Archaic and Classical Poleis (PDF)